# Landegode fyr
Landegode fyr oder Landego fyr ist ein Leuchtturm an der norwegischen Küste bei Bodø, Nordland. Der Leuchtturm liegt auf der Schäre Egglesøya, ein Stück nördlich der namensgebenden Insel Landegode (Landego). Der Leuchtturm und das Haus des Leuchtturmwärters wurden 1901 erbaut. 1902 wurde der Leuchtturm in Betrieb genommen. Der 29 Meter hohe, runde Leuchtturm besteht aus Gusseisen.
1936 wurden weitere Häuser um den Leuchtturm errichtet. Im selben Jahr wurde im Leuchtturm ein Nebelhorn installiert. 1993 wurde der Leuchtturm auf automatischen Betrieb umgestellt und ist seitdem unbemannt. Seit 1994 wird in den zu dem Leuchtturm gehörenden Häusern ein Hotel betrieben.
Die Schiffe der Hurtigrute passieren auf der Fahrt nach Norden den Leuchtturm Landegode kurz nach dem Auslaufen aus Bodø.